# Durbailî, Rozdilna
Durbailî (în ucraineană Дурбайли) este un sat în comunei Novoborîsivka din raionul Rozdilna, regiunea Odesa, Ucraina.

## Demografie
Componența lingvistică a localității Durbailî
     Ucraineană (86,67%)
     Română (13,33%)
Conform recensământului din 2001, majoritatea populației localității Durbailî era vorbitoare de ucraineană (86,67%), existând în minoritate și vorbitori de română (13,33%).